# Solveig Kringlebotn

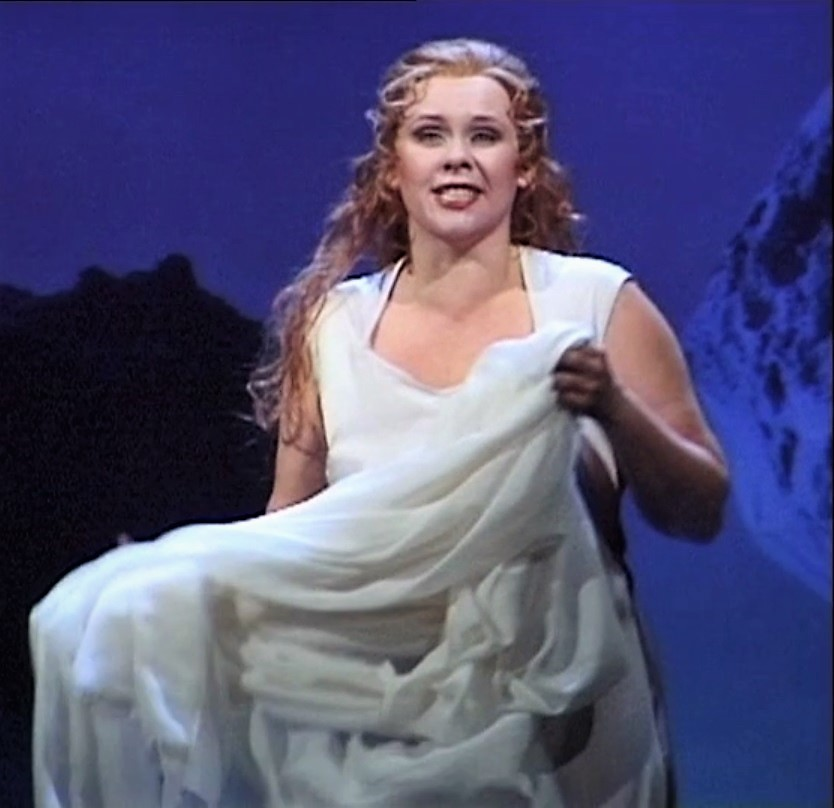
Solveig Kringlebotn (2017)

Solveig Kringleborn (geboren am 4. Juni 1963 in Frogn, Norwegen), außerhalb von Norwegen bekannt unter ihrem Künstlernamen  Solveig Kringelborn, ist eine norwegische Opernsängerin (Sopran).

## Leben
Kringelborn studierte an der Norwegischen Akademie für Musik und an der Königlichen Akademie für die Oper in Stockholm. 1987 debütierte sie an der Königlichen Schwedischen Oper in Stockholm. Die Künstlerin trat mit den Berliner Philharmonikern, in der Hollywood Bowl und bei den BBC Proms auf, bei den Festivals von Edinburgh, Glyndebourne und Salzburg, sowie in den führenden Opernhäusern, darunter das Royal Opera House Covent Garden, die Opéra National de Paris, die Scala und die Wiener Staatsoper.
Im September 2000 debütierte Kringelborn als Donna Elvira in Mozarts Don Giovanni an der  Metropolitan Opera, wo sie in der Folge auch die Tatiana in Eugen Onegin, die Eva in den Meistersingern von Nürnberg und die Rosalinde in der Fledermaus sang. 2004 sang sie in Paris die Ariadne auf Naxos, ihre erste Strauss-Rolle, 2006 ebendort die Refka in der Uraufführung von Kaija Saariahos Oper Adriana Mater und 2007 die Gräfin in Capriccio.